# Blueback (U-Boot, 1959)
Die USS Blueback (SS-581) war ein U-Boot der United States Navy und gehörte der Barbel-Klasse an. Sie stand von 1959 bis 1990 in Dienst und ist heute ein Museumsschiff.

## Geschichte
SS-581 wurde 1956 in Auftrag gegeben und 1957 bei Ingalls Shipbuilding auf Kiel gelegt. 1959 lief das U-Boot vom Stapel und wurde von Mrs. Kenmore M. McManes, der Ehefrau eines Admirals, auf den Namen Blueback getauft, nach einer Form der Regenbogenforelle, die im Lake Crescent lebt. Im selben Jahr wurde das U-Boot in Dienst gestellt.
Nach den Erprobungsfahrten wurde das U-Boot im Juni in den Pazifik verlegt und in San Diego stationiert. In der Mare Island Naval Shipyard wurden nach den ersten Fahrten und ersten Testschüssen kleinere aufgetretene Probleme behoben. 1959 folgte die erste Einsatzfahrt des Bootes in den Westpazifik, unter anderem besuchte die Blueback Yokosuka in Japan. Nach dem Abschluss der Fahrt nahm sie an einer großangelegten U-Jagd-Übung unter Beaufsichtigung des damaligen Chief of Naval Operations George Whelan Anderson, Jr. und zusammen mit dem neuen Flugzeugträger Kitty Hawk sowie Topeka, Henry B. Wilson und Preble teil. Nach weiteren Übungen ging die Blueback im Juli 1962 zu ihrer ersten Überholung in die Mare Island NSY. Dort wurden unter anderem die Tiefenruder vom Bug des Bootes an den Turm verlegt. Nach der Überholung wurde das Boot Anfang 1963 in Pearl Harbor, Hawaii stationiert.
Von dort verlegte die Blueback im April nach Australien, Subic Bay und Japan. 1964 musste das Schiff ins Trockendock, nachdem ein umstürzender Kran den Rumpf beschädigt hatte, später im Jahr fuhr sie zwei Mal in die Region um Wake, um dort erst als Zielschiff für die UUM-44 Subroc, dann als Zielschiff für die Evaluation der Thresher-Klasse zu dienen. 1965 wurde die Blueback wieder nach Fernost verlegt, wo sie erstmals in Einsätze zur Unterstützung der Vietnamkriegs-Flotte verwickelt war. Gegen Ende des Jahres folgte eine Überholung in der Puget Sound Naval Shipyard, die bis September 1966 andauerte. 1967 folgte eine weitere Fahrt als Unterstützung im Rahmen des Vietnamkrieges. In vietnamesischen Gewässern hielt sich das Boot nicht auf. 1968 war die Blueback zu nicht näher spezifizierten Sonderoperationen in Fernost. 1969/1970 lag das Schiff wieder in der Puget Sound NSY.
Im April 1970 folgte ein weiterer Kriegseinsatz, im Anschluss lag das Schiff zur Instandhaltung in der Pearl Harbor Naval Shipyard. Auch 1971 war die Blueback in vietnamesischen Gewässern. Ab März 1972 lag sie für ein Jahr zur Überholung in der Pearl Harbor NSY, erst Mitte 1973 verlegte sie wieder in den fernen Osten. 1975 nahm das U-Boot erstmals am Manöver RIMPAC teil, 1976 folgte eine weitere Überholung in der Pearl Harbor NSY. 1977 wurde sie wieder im Rahmen von RIMPAC eingesetzt und dann nach San Diego zurückverlegt. Von dort aus nahm das Boot am Manöver UNITAS teil. 1978 verlegte die Blueback zum mittlerweile achten Mal in den Westpazifik, wo sie an multinationalen Übungen teilnahm. 1980 folgte eine weitere solche Fahrt.
Nach zehn weiteren Jahren im Dienst der US Navy wurde die Blueback am 1. Oktober 1990 außer Dienst gestellt. Damit war sie das letzte konventionell getriebene U-Boot in der Flotte der US Navy. Kurz vorher waren einige Szenen des Films Jagd auf Roter Oktober auf dem Boot gedreht worden, diese wurden im Film allerdings nicht verwendet. Bis Anfang 1994 lag sie in der Reserveflotte in Bremerton und wurde dann dem Oregon Museum of Science and Industry in Portland gestiftet. Dort liegt die Blueback heute am Ufer des Willamette River und kann als Museumsschiff besichtigt werden.